# 한호빈
한호빈(1991년 10월 14일 ~ )는 한국 프로 농구 서울 삼성 썬더스 소속 농구 선수이다. 2013년 KBL 드래프트에서 전체 1라운드 6순위로 고양 오리온스에 지명되었다.